# Alexandr Jackevič
Alexandr Jackevič (rusky Александр Яцкевич), (* 25. března 1958 Dobele, Sovětský svaz) je bývalý sovětský zápasník – judista lotyšského původu. Je majitelem bronzové olympijské medaile.

## Sportovní kariéra
S bojovými sporty se seznámil ve 12 letech v Rize pod vedením Nikolaje Filimonova.
V roce 1980 startoval jako mistr Evropy na domácích olympijských hrách v Moskvě. Patřil k favoritům na zlatou medaile, ale od prvního kola musel čelit těžkým soupeřům. Hned v úvodním kole mu dal zabrat mongolský mistr v sambu Cend-Ajúš, kterého porazil až na praporky. V semifinále mu potom scházely síly proti svěžejšímu Švýcaru Jürgu Röthlisbergerovi, který ho porazil na koku. Souboj o 3. místo zvládl a vybojoval bronzovou olympijskou medaili.
Sportovní kariéru ukončil v roce 1984, kdy se začal věnovat trenérské práci.

## Trenérská kariéra
V roce 1990 se usadil v Belgii, kde celá 90. léta spolupracoval jako asistent trenéra na belgickém judistickém zázraku. V novém tisíciletí potom převzal roli hlavního trenéra po Jean-Marie Dedeckerovi. V roce 2004 byl oceněn titulem evropský trenér roku, ale postupnému rozkladu belgického judistického svazu nezabránil. V roce 2006 se vrátil do Lotyšska kde vede klub Lido v Rize.

## Výsledky
| Turnaj             | 1978         | 1979         | 1980         | 1981         | 1982         |
| Turnaj             | 20           | 21           | 22           | 23           | 24           |
| Turnaj             | střední váha | střední váha | střední váha | střední váha | střední váha |
| ------------------ | ------------ | ------------ | ------------ | ------------ | ------------ |
| Olympijské hry     |              |              | 3.           |              |              |
| Mistrovství světa  |              | úč.          |              | —            |              |
| Mistrovství Evropy | 1.           | —            | 1.           | —            | 1.           |